# Witanowa
Witanowa (słow. Vitanová) – wieś i gmina (obec) w powiecie Twardoszyn, kraju żylińskim, w północnej Słowacji. 

## Położenie
Miejscowość położona jest nad rzeką Orawica w Dolinie Orawickiej, na obszarze Pogórza Skoruszyńskiego, około 5 km od granicy państwowej słowacko-polskiej. Przez miejscowość przebiega Droga krajowa nr 520 od przejścia granicznego w Suchej Górze do Trzciany oraz odchodząca od niej droga z Witanowej przez Orawice do Zuberca.

## Historia
Wieś lokowana w roku 1550 na prawie wołoskim. Należała do feudalnego „państwa” z siedzibą na Zamku Orawskim. W XVII w. wydobywano tu rudę żelaza. Spustoszona w czasach powstań kuruców w XVII/XVIII w., w następnych latach była niszczona przez klęski elementarne, głównie powodzie. Mieszkańcy zajmowali się, obok rolnictwa i hodowli bydła, różnymi wiejskimi rzemiosłami. W czasach I Republiki funkcjonował tu tartak, folusz i kuźnie. Obecnie mieszkańcy pracują w miejscowym gospodarstwie rolnym, w leśnictwie oraz w zakładach przemysłowych i usługowych w Trzcianie, a miejscowość nabiera charakteru letniskowego.
Zamieszkiwana głównie przez ludność polską. Według spisu ludności z 1910 stanowili oni niemal całość mieszkańców.